# Equitazione ai Giochi della VII Olimpiade - Volteggio a cavallo individuale
La competizione del volteggio a cavallo individuale di equitazione dai Giochi della VII Olimpiade si è svolta il 11 settembre 1920 presso lo Stadio Olimpico di Anversa.

## Classifica finale
| Pos.    | Atleta                | Nazione | Punti  |
| ------- | --------------------- | ------- | ------ |
| Oro     | Daniel Bouckaert      | Belgio  | 30,500 |
| Argento | Field                 | Francia | 29,500 |
| Bronzo  | Louis Finet           | Belgio  | 29,000 |
| 4       | Maurice Van Ranst     | Belgio  | 28,000 |
| 5       | Van Schauwenbroeck    | Belgio  | 27,250 |
| 6       | Albert Van Cauwenburg | Belgio  | 26,666 |
| 7       | Salins                | Francia | 26,333 |
| 8       | Victor Claes          | Belgio  | 26,163 |
| 9       | Cauchy                | Francia | 25,250 |
| 10      | Cabanac               | Francia | 24,333 |
| 11      | Alfred Badu           | Francia | 23,000 |
| 12      | Formal I              | Francia | 22,833 |
| 13T     | Formal II             | Francia | 20,500 |
| 13T     | Carl Green            | Svezia  | 20,500 |
| 15      | Anders Mårtensson     | Svezia  | 20,250 |
| 16      | Oskar Nilsson         | Svezia  | 18,666 |
| 17      | Oscar Nilsson         | Svezia  | 14,916 |
| -       | Herman Kristoffersson | Svezia  | DNF    |